# Кукуджанов, Владимир Николаевич
Владимир Николаевич Кукуджанов (4 октября 1931, Баку — 27 сентября 2013) — российский учёный в области механики видоизменяемых твердых тел, доктор физико-математических наук, профессор, заслуженный деятель науки РФ, лауреат Премии Совета Министров СССР. Иностранный член НАН РА (28.11.2008)

## Биография
Родился 4 октября 1931 в Баку. Сын Николая Ивановича Кукуджанова, главного врача Закавказского военного округа (1939—1962).
Окончил Аэромеханический факультет Московского физико-технического института (1955, с отличием, дипломная работа «Упруго-пластический изгиб балок с учетом касательных напряжений») и аспирантуру на кафедре Теории упругости и пластичности (1958), в 1959 г. защитил кандидатскую диссертацию на тему «Волны напряжений в упруго-вязко-пластической и вязко-пластической средах».
Работал на той же кафедре ассистентом, старшим преподавателем, с 1964 по 1983 г. доцентом. С 1983 г. совместитель, профессор кафедр механики композитов, механики сплошных сред, прикладной механики.
В 1981 г. защитил в МГУ докторскую диссертацию:
- Неустановившиеся задачи динамики упруго-пластических сред : диссертация … доктора физико-математических наук : 01.02.04. — Москва, 1981. — 394 с. : ил.

С 1983 по 2004 г. — заведующий лабораторией, затем отделом моделирования (механики видоизменяемых твердых тел) Института механических проблем АН СССР (РАН). С 2004 г. главный научный сотрудник Института проблем механики РАН.
С 1988 по 2011 г. по совместительству профессор МАТИ — РГТУ им. К. Э. Циолковского (кафедра физики).

## Научный вклад
Труды относятся к динамике упругой среды (эластичной), к числовому моделированию в механике видоизменяемых твердых тел, теории влияния импульсивных электромагнитных полей на свойства (пластических) упругих веществ и экспериментальным исследованиям.
Автор более 200 научных работ, в том числе 9 монографий и учебных пособий. Им получены фундаментальные результаты в механике деформируемого тела: динамике неупругих сред, нелинейных волн, теории определяющих уравнений, термодинамике сплошных сред, теории конечных деформаций, микро- и мезомеханике разрушения упругопластических композиционных материалов. Большой цикл его работ посвящен развитию численных методов решения пространственных динамических задач теории упругости и пластичности. Им разработан метод пространственных характеристик, численные методы решения жестких гиперболических систем уравнений, модификация метода конечных элементов с учетом асимптотических свойств решений, численно-аналитический метод решения многомасштабных задач для упруговязкопластических сред с учетом структуры материала и эволюции микродефектов под действием внешних воздействий.
Доктор физико-математических наук (1981), профессор (1983), заслуженный деятель науки РФ (1996). Иностранный член НАН РА (28.11.2008).
За работы в прикладных областях науки в 1990 г. присуждена Премия Совета Министров СССР по механике.

### Сочинения
- Одномерные задачи распространения волн напряжения в стержнях. — Москва : ВЦ АН СССР, 1977. — 55 с. — (АН СССР. Вычислительный центр. Сообщения по прикл. математике; Вып. 7).
- Численное решение неодномерных задач распространения волн напряжений в твердых телах. — Москва : ВЦ АН СССР, 1976. — 66 с. — (Сообщения по прикл. математике/ АН СССР. Вычисл. центр; Вып. 6).
- Распространение упруго-пластических волн в стержне с учетом влияния скорости деформации. — Москва : ВЦ АН СССР, 1967. — 48 с. — (Труды Вычислительного центра/ АН СССР).
- Моделирование термонапряженного состояния монокристаллов, выращиваемых из расплава : Обзор / В. Н. Кукуджанов, В. Э. Наумов. — М. : ИПМ, 1996. — 119 с. — (Препринт. Рос. акад. наук, Ин-т проблем механики; N 573).
- Численные методы решения нелинейных задач механики деформируемого твердого тела : Учеб. пособие / В. Н. Кукуджанов; — М. : МФТИ, 1990. — 95 с.; ISBN 5-230-10778-2
- Разностные методы решения задач механики деформируемых тел : Учеб. пос. / В. Н. Кукуджанов; — М. : МФТИ, 1992. — 122 с.; ISBN 5-230-10881-9
- Вычислительная механика сплошных сред / В. Н. Кукуджанов ; Российская акад. наук, Ин-т проблем механики. — Москва : Физматлит, 2008. — 320 с. — (Механика и ее приложения в технике и технологии); ISBN 978-5-94052-163-1
- Численное моделирование повреждающихся упругопластических материалов / Кукуджанов В. Н., Левитин А. Л., Синюк В. С. — Москва : Ин-т проблем механики РАН, 2006. — (Препринт / Ин-т проблем механики Российской акад. наук; № 807).
- Компьютерное моделирование деформирования, повреждаемости и разрушения неупругих материалов и конструкций : учеб. пос. / В. Н. Кукуджанов; — Москва : МФТИ (гос. ун-т), 2008. — 214 с. ISBN 978-5-7417-0238-3
- Математическое моделирование задач импульсного деформирования, взаимодействия и разрушения упругопластических тел / К. И. Заппаров, В. Н. Кукуджанов. — М. : ИПМ, 1986. — 67 с. — (Препр. Ин-т пробл. механики АН СССР; N 280).